# باث(جامايكا)
باث، هي (منطقة) مستوطنة على الساحل الجنوبي الشرقي لجامايكا. سميت كاسم المدينة البريطانية التي تحمل نفس الاسم. نافورة باث والحدائق النباتية لباث تقع في مدينة باث.

## التاريخ

### نوافيرباث
وفقًا للأسطورة ، تم اكتشاف باث(الحمامات) في القرن السابع عشر من قبل عبد هارب والذي كان يعاني من قرحة في ساقه. تعثر عبر الزنبرك وغسل طرفه المصاب في ماء (النافورة). في اليوم التالي لاحظ أن ساقه بدأت تلتئم بسرعة. انتشرت أخبار النافورة الشافية (الذي أطلق عليه لاحقًا "حمام القديس توماس الرسول") وعند حلول الربيع اجتذبت الزوار من جميع أنحاء جامايكا. قام العقيد ستانتون في عام 1699 (صاحب الأرض التي وقف عليها الربيع) ببيع 1,130 مساحة لحكومة جامايكا. وتم تطوير النافورة من قبل الحكومة وبناء المستشفيات في الموقع والذي يقدم العلاج المجاني باستخدام المياه السحرية. ونشأت بيوت الضيافة في أقرب مكان وقد قام العديد من التجارالأثرياء ببناء منازل فيها ، مما جعل باث مدينة عصرية. على مر السنين (من تطورها) ، لم يعد المنتجع الصحي مفضلًا وسقط في حالة سيئة.

### حدائق باث النباتية
تأسست حدائق باث النباتية في عام 1779م من خلال نظام أساسي لمجلس النواب الجامايكي. وتم إنشاء الحدائق لمنح زوار باث الحمامات المعدنية التي تتميز ببيئة هادئة والتي تساعد الزوار للاسترخاء فيها.وهي تعد من ثاني أقدم الحدائق النباتية في النصف الغربي من الكرة الأرضية ، حيث تم إنشاؤها بعد 14 عامًا من الحدائق النباتية التي في جزيرة سانت فنسنت . زرعت العديد من النباتات الأجنبية في الحدائق النباتية حمام عندما تم عرضه لأول مرة في جامايكا، بما في ذلك آقية ، الخبز و التفاح الاوثايتي . ويعتقد أن أول من أحضر أشجار الفاكهة الجامايكي إلى مدينة باث هو الكابتن بليغ وذلك في عام 1793 ،وقد تم إدخال العديد من الأنواع الغريبة الأخرى في عام 1782 بعدالقبض على سفينة فرنسية من قبل الأدميرال رودني.